# プラダを来た悪魔
もしかして
- プラダを着た悪魔

ではありませんか？